# Collegium Trilingue

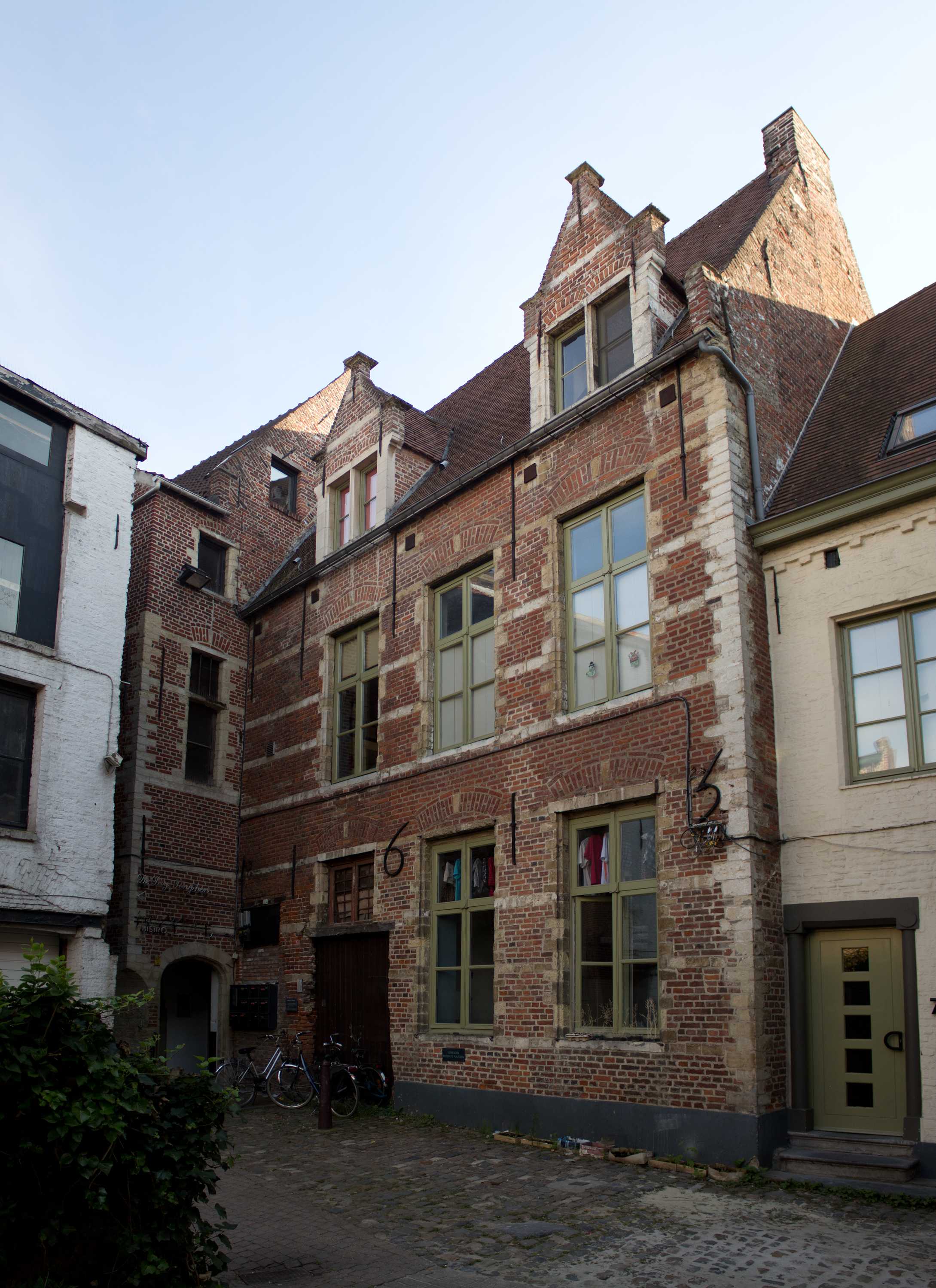
Die Fassade des Collegium Trilingue in Löwen, 2013.

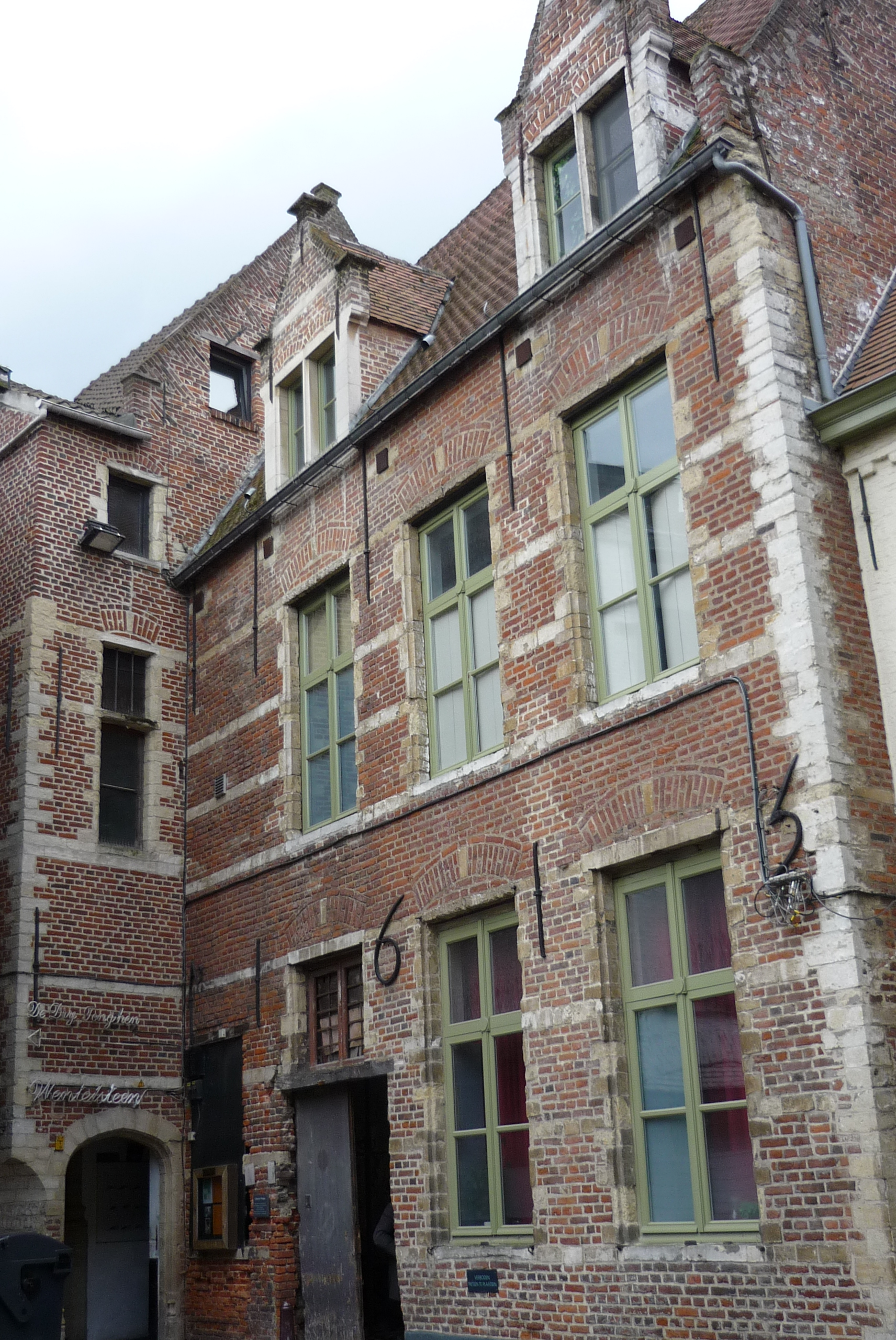
Die Fassade des Collegium Trilingue in Löwen, 2010.

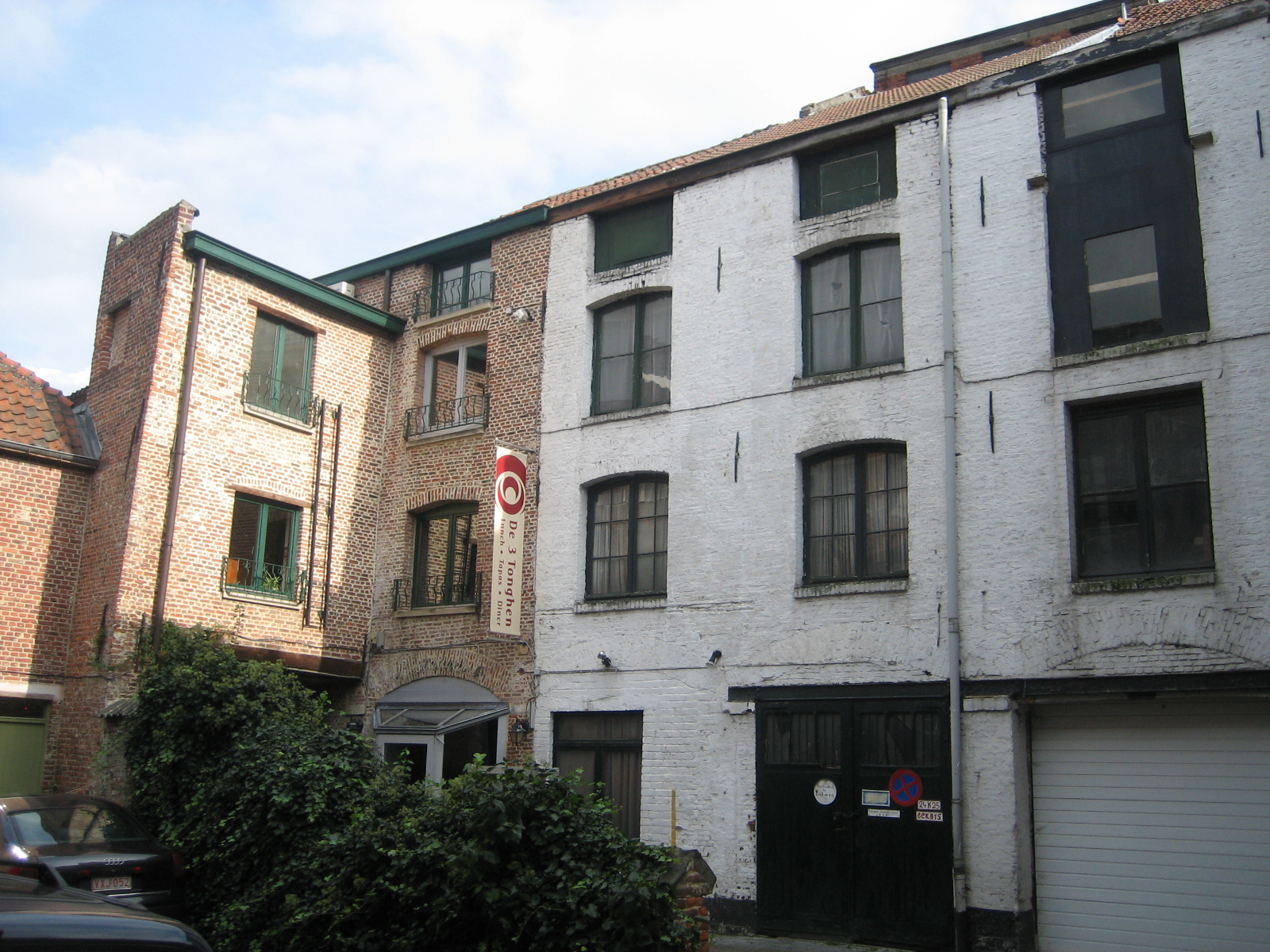
Teil des Gebäudes des Collegium Trilingue

Das Collegium Trilingue, oder Collegium trium linguarum (heutige niederländische Bezeichnung: Drietalencollege oder auch College van Busleyden, ältere flämische Bezeichnung: Dry Tonghen, französisch Collège des Trois Langues) war eine Einrichtung der Frühen Neuzeit von 1518 bis 1797 zum Studium der drei heiligen Sprachen Hebräisch, Griechisch und Latein und befand sich in Löwen. Es wird nach seinem Begründer zuweilen auch Collegium Buslidianum oder Collegium Busleidianum genannt.

## Geschichte
Das Collegium war im Jahre 1517 durch den letzten Willen des wohlhabenden Humanisten Hieronymus Buslidius (niederländisch: Jeroen van Busleyden, französisch: Jérôme de Busleyden) begründet worden. Dieser war Mitglied des Großen Rats von Mecheln und hatte sich in Mecheln eine prächtige Residenz, den sogenannten Hof van Busleyden, errichten lassen. Er gehörte einer bedeutenden Familie der burgundischen Niederlande an, die ihren Ursprung im luxemburgischen Bauschleiden hatte. Zu seinen bekannten Brüdern zählen Frans van Busleyden, der Erzieher des Erzherzogs Philipp und Propst von Brügge, sowie Aegidius (Gilles) van Busleyden, der Burggraf von Grimbergen.
Hieronymus Buslidius war zu seinen Lebzeiten mit zahlreichen Gelehrten befreundet. Hierzu gehörten Thomas Morus, der in Buslidius' Residenz in Mecheln den ersten Teil seines bekannten Werkes Utopia verfasste, sowie Erasmus von Rotterdam, der Buslidius zur Gründung des Collegiums inspirierte. Nach dessen Tod im August 1517 unterstützte Erasmus bei der Umsetzung des letzten Willens Hieronymus’ Bruder Aegidius (Gilles) van Busleyden. Im September 1518, also gut ein Jahr nach dem Tod des Buslidius, wurde das Collegium Buslidianum, wie es häufig auch genannt wurde, eingeweiht. Buslidius hatte in seinem auf Latein abgefassten Testament genau festgelegt, wie der Lehrbetrieb ablaufen sollte. So wurden unter anderem die praeceptores (Dozenten) verpflichtet, die öffentlichen Vorlesungen kostenlos abzuhalten.
Das Collegium war kein Teil der Universität, sondern ging auf die Initiative von Humanisten zurück, die das Studium der Alten Sprachen fördern wollten, von denen Griechisch und Hebräisch im Mittelalter kaum vermittelt worden waren. Erasmus suchte zu diesem Zweck die besten Lehrer für  Latein, Griechisch und Hebräisch aus. Dabei stammten die ersten Lateindozenten aus dem Norden, die Griechischdozenten hatten Kontakt mit Italien und Byzantinern gehabt. Bei den Hebräischdozenten wechselten sich anfangs einige Durchreisende aus Spanien und England ab, bevor Johannes Campensis (ca. 1490–1538) und Andreas Balenus oder Gennepius den Grammatikunterricht systematisierten. Es gab hier keine Juden als Hochschullehrer.
Zum Jahrhundertwechsel um 1600 war das Collegium abgesunken. Unter Justus Lipsius wurden aber Gebäude wiederhergestellt und Lehrstühle neu besetzt. Unter Eryceus Puteanus (1574–1646) gelang noch einmal eine neue Blüte, die Valerius Andreas (1588–1655) als Hebräisch-Dozent bereicherte.
Im Jahr 1797 stellte das Collegium seine Aktivitäten ein, als im Gefolge der Französischen Revolution alle Universitäten abgeschafft und ihre Besitzungen beschlagnahmt wurden. Der Unterricht im Lateinischen war mangels Bedarfes bereits 1768 eingestellt worden. Die Studenten brachten bei Studienbeginn entweder bereits gute Lateinkenntnisse mit oder konnten diese an der Universität vervollkommnen.

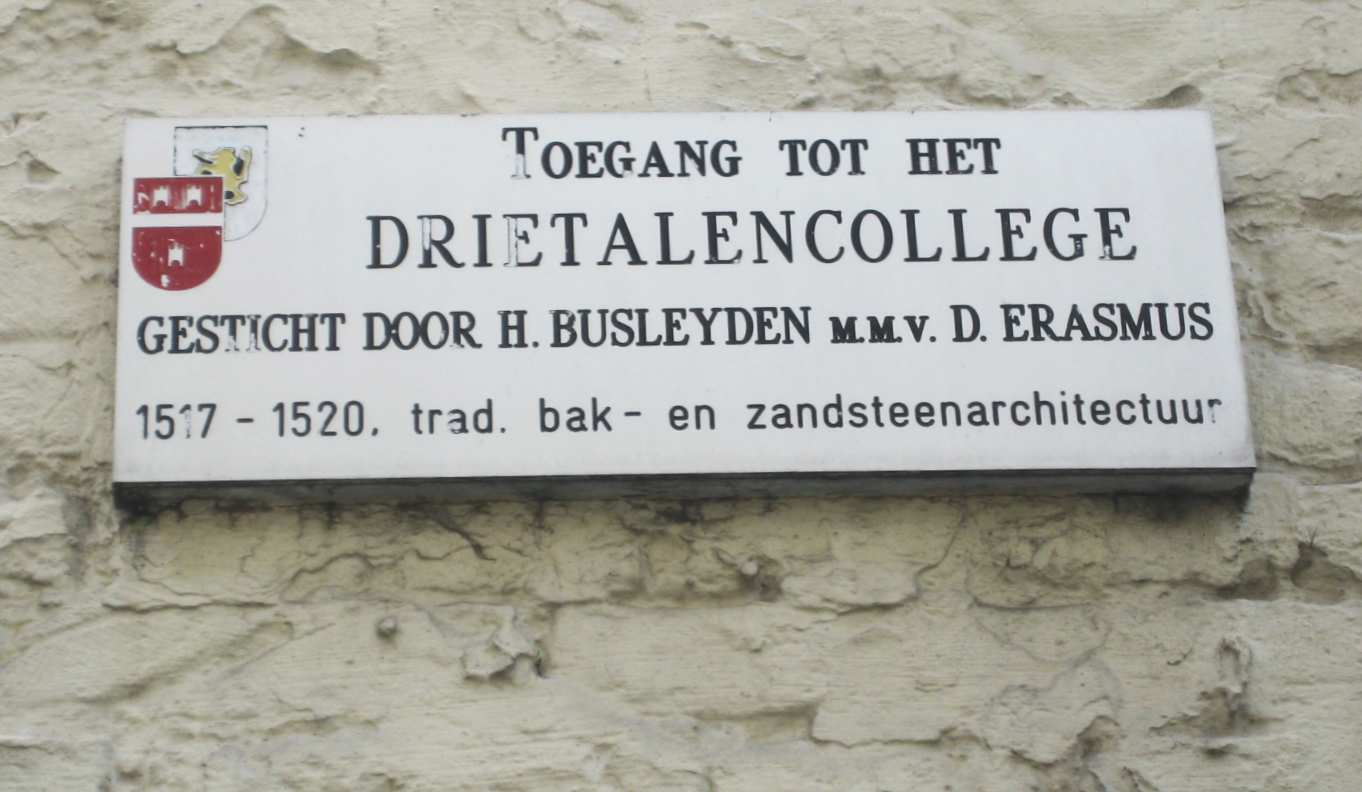
Schild am Busleydengang in Löwen.

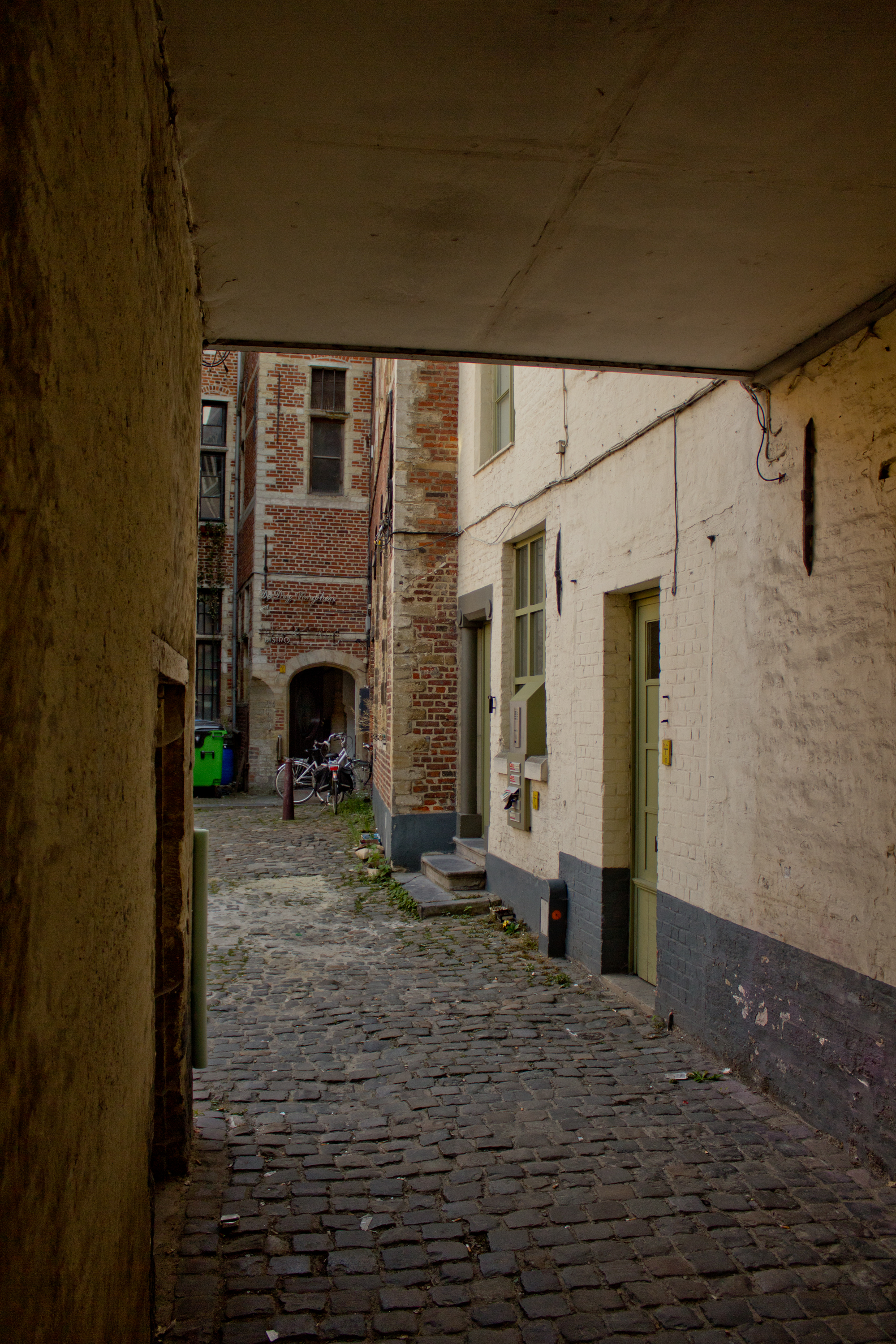
Der Busleydengang.

Das Renaissance-Gebäude am Busleydengang in der Nähe des Fischmarkts (vismarkt) in Löwen ist bis heute zum größten Teil erhalten. Es hat jedoch im Laufe der Zeit zahlreiche Umbauten und Umnutzungen erlebt, sodass heute nur noch ein kleiner Gebäudeteil einigermaßen originalgetreu erhalten ist. In diesem Teil befindet sich heute ein Bistro.

## Lehrer amCollegium Trilingue
Es folgt eine vollständige Liste der Lehrer am Collegium Trilingue.

### Lehrer des Lateinischen
- 1518–1519 Hadrianus Barlandus
- 1519–1539 Conradus Goclenius (Conrad Goekelen) (um 1490–1539)
- 1523–1528 Joachim Sterck van Ringelbergh
- 1539–1557 Petrus Nannius (Pieter Nanninck) (1496–1557)
- 1557–1578 Cornelius Valerius
- 1586–15xx Guilielmus Huismannus
- 1606–1606 Justus Lipsius
- 1607–1646 Eryceus Puteanus
- 1646–1649 Nicolaus Vernulaeus
- 1649–1664 Bernadus Heimbachius
- 1664–1669 Christianusa Langendonck
- 1669–1683 Joannes Baptista Victor de Schuttelaere
- 1683–1688 Dominicus Snellaerts
- 1683–1693 Leonardus Gautius
- 1689–1701 Bernardus Desirant
- 1705–1720 Jean Francois de Laddersous
- 1730–1741 Christianus Bombaeus
- 1722–1738 Gerard Jean Kerckherdere
- 1741–1768 Henri Joseph van der Steen

### Lehrer des Griechischen
- 1518–1545 Rutgerus Rescius (Rutger Ressen) (1496–1545)
- 1545–1560 Hadrianus Amerotius
- 1560–1578 Theodoricus Langius
- 1578–1590 Guilielmus Fabius
- 1591–1596 Gerardus Corselius
- 1606–1607 Henricus Zoesius
- 1609–1632 Petrus Castellanus
- 1632–1643 Petrus Stockmans
- 1643–1652 Mathieu Theige
- 1652–1654 Jean Normenton
- 1654–1664 Bernardus Heymbachius
- 1664–1680 Jean de Hamere
- 1681–1690 Rutger van den Burgh
- 1683–1722 François Martin
- 1723–1732 Franciscus Audenaert
- 1723–1740 François Claude de Guareux
- 1741–1782 Jean-Baptiste Zegers
- 1782–1787 Jean Hubert Joseph Leemput
- 1790–1791 Jean-Baptiste Cypers
- 1791–1797 Antoine van Gils

### Lehrer des Hebräischen
- 1518–1519 Matthäus Adriani (getaufter Jude aus Spanien, danach in Wittenberg)[8]
- 1519–1519 Robertus Wackfeldus (Brite)
- 1519–1519 Robertus Shirwodus (Brite)
- 1520–1531 Johannes Campensis (ca. 1490–1538)
- 1532–1568 Andreas Gennepius (auch Balenus, 1484–1568)
- 1568–1569 Johannes Guilielmus Harlemicus
- 1569–1577 Petrus Pierius a Smenga
- 1612–1655 Valerius Andreas
- 1656–1679 Joannes Sauterus
- 1679–1704 Jean Herrys
- 1704–1723 Jean Guillaume van Hove
- 1726–1750 Gilbert Joseph Hagen
- 1755–1772 Jean Noel Paquot
- 1774–1782 Gerard Deckers
- 1782–1786 Joseph Benoit de Mazière
- 1790–1797 Etienne Heuschling

## Bekannte Alumni
- Gemma R. Frisius (1508–1555), Mediziner, Astronom, Mathematiker, Kartograf und Instrumentenbauer
- Gerhard Mercator (1512–1594), Geograph und Kartograf
- Andreas Vesalius (1514–1564), Anatom und Chirurg in der Zeit der Renaissance bzw. des Humanismus
- Ogier Ghislain de Busbecq (1522–1592), Humanist, Diplomat und Botaniker
- Carolus Clusius (1526–1609), Gelehrter, Arzt und Botaniker
- Andreas Schott (1552–1629), Jesuit, Klassischer Philologe und Hochschullehrer
- Petrus Castellanus (Peeter van de Casteele) (1585–1632)

## Einrichtungen nach dem Vorbild desCollegium Trilingue

### DasCollegium Carolinumin Zürich

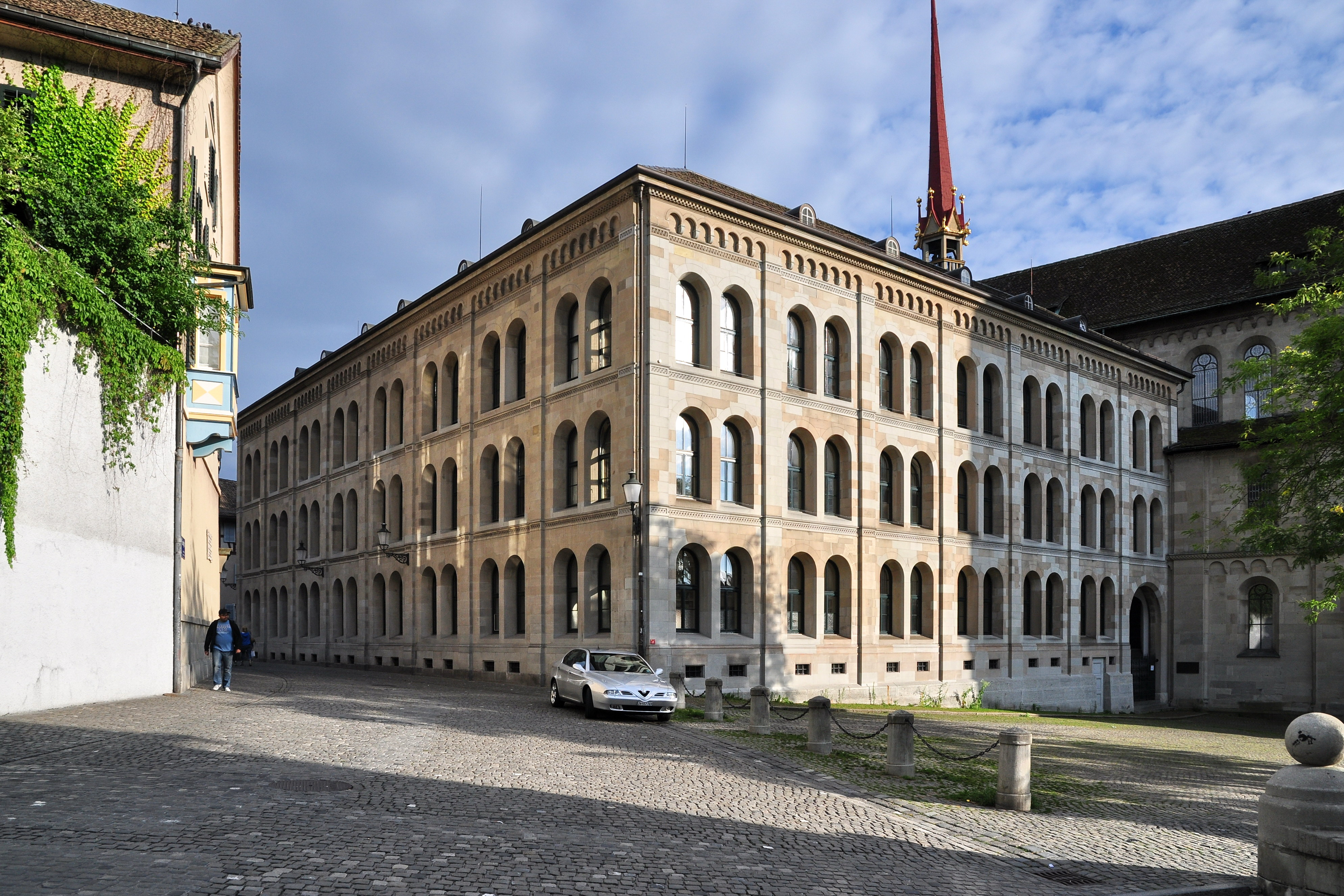
Ehemaliges Collegium Carolinum am Grossmünster.

Nach dem Löwener Vorbild begründete Ulrich Zwingli die 1525 ihren Betrieb aufnehmende Prophezei in Zürich als Collegium Trilingue.

### DasCollège de Francein Paris
Auch das Collège de France in Paris war bei seiner Gründung im Jahr 1530 unter König Franz I. nach dem Löwener Vorbild als Collegium Trilingue (Collège des trois langues) konzipiert. Erasmus war eingeladen worden, dort zu lehren, lehnte dies jedoch ab.

### Die StiftungCollegium Trilinguein Wien
1539/40 wurde durch Bischof Johann Fabri das Studentenkonvikt St. Nikolaus in Wien unter der Bezeichnung Collegium trilingue errichtet.

### Moderne Einrichtungen
Gegenwärtig ist das Theologisch-propädeutische Seminar Ambrosianum in Tübingen eine Einrichtung dieser Art.